# Earl Young
Earl Verdelle Young, född 14 februari 1941 i San Fernando i Kalifornien, är en före detta amerikansk friidrottare.
Young blev olympisk mästare på 4 x 400 meter vid sommarspelen 1960 i Rom.